# 聖彼得區 (巴貝多)
聖彼得教區位於巴貝多北部，與聖盧西區、聖安德魯區、聖詹姆斯區等區相鄰。
1. ↑  iso:code:3166:BB, International Organization for Standardization